# Red jugoslovanske zastave
Red jugoslovanske zastave (srbohrvaško Orden jugoslovenske zastave) je bilo vojaško odlikovanje SFRJ.
Ustanovil ga je Josip Broz Tito 26. novembra 1947. 

## Stopnje odlikovanja
Odlikovanje je imelo pet stopenj:
- red jugoslovanske zastave z lento (kasneje red jugoslovanske zastave 1. stopnje)
- red jugoslovanske zastave z zlatim vencem (kasneje red jugoslovanske zastave 2. stopnje)
- red jugoslovanske zastave z zlatim vencem, na ogrlici (kasneje red jugoslovanske zastave 3. stopnje)
- red jugoslovanske zastave z zlato zvezdo (kasneje red jugoslovanske zastave 4. stopnje)
- red jugoslovanske zastave s srebrno zvezdo (kasneje red jugoslovanske zastave 5. stopnje)

## Galerija
- Red jugoslovanske zastave z zlato zvezdo, na ogrlici
- Red jugoslovanske zastave z zlato zvezdo
- Red jugoslovanske zastave s srebrno zvezdo